# Preiskovalna komisija o domnevnem škodljivem, nedopustnem in nezakonitem ter neustavnem delovanju in poslovanju Izvršnega sveta Skupščine mesta Ljubljana, izvršnih svetov Skupščin občin Postojna, Trbovlje in Izola (...)
Preiskovalna komisija o domnevnem škodljivem, nedopustnem in nezakonitem ter neustavnem delovanju in poslovanju Izvršnega sveta Skupščine mesta Ljubljana, izvršnih svetov Skupščin občin Postojna, Trbovlje in Izola ter vseh tistih izvršnih svetov skupščin občin, pri katerih delovanju so bile s strani Službe družbenega knjigovodstva ali drugih pristojnih državnih organov ugotovljene nepravilnosti in nezakonitosti, ter o sumu zlorabe pooblastil nekaterih javnih funkcionarjev in drugih tovrstnih nepravilnosti je bila preiskovalna komisija, ki je delovala v mandatu prvega Državnega zbora Republike Slovenije.

## Sestava
- izvoljena: 13. december 1993
- predsednik: Tone Anderlič (do 26. maja 1994), Igor Omerza (od 26. maja 1994)
- podpredsednik: Brane Eržen
- člani: Tone Anderlič (od 26. maja 1994), Zmago Jelinčič, Jožef Kocuvan, Franc Lipoglavšek, Igor Omerza (do 26. maja 1994), Žarko Pregelj, Vitodrag Pukl, Peter Tancig